# Jason Conley
Jason Conley (* 21. Juli 1981 in San Antonio, Texas) ist ein US-amerikanischer Basketballspieler.

## Karriere
Der 1,96 Meter große und 95 Kilogramm schwere Shooting Guard spielte College-Basketball am Virginia Military Institute und an der University of Missouri. In der Saison 2001/2002 schrieb Conley ein kleines Stück amerikanischer Basketball-Geschichte, als er mit knapp 30 Punkten pro Spiel als erster sogenannter Freshman Topscorer aller College-Basketballspieler der NCAA Division I wurde. Nach der Hälfte seines zweiten Jahres am Virginia Military Institute wechselte Conley an die University of Missouri, wo er gemäß der NCAA-Regeln die zweite Saisonhälfte nicht spielberechtigt war und aussetzen musste. In der nächsten Spielzeit kam er auf 7,6 Punkte und 3,4 Rebounds pro Spiel (bei durchschnittlich 18,2 Minuten), im vierten und letzten Jahr dann auf durchschnittlich 10,2 Punkte und 5,9 Rebounds.
Conleys erste Station als professioneller Basketballspieler waren die Telekom Baskets aus Bonn, wo er von 2005 bis 2008 in der deutschen Basketball-Bundesliga spielte. In seiner dritten Saison in Bonn wurde ihm von Headcoach Mike Koch die Aufgabe des Teamkapitäns übertragen. Aufgrund anhaltender Verletzungsprobleme unterzeichnete er keinen neuen Vertrag in Bonn und ging 2008 zurück in die USA, um sich ganz seiner Reha zu widmen, um später einen neuen Vertrag im Profi-Basketball zu unterschreiben. Anfang 2009 unterzeichnete Jason Conley einen Vertrag beim finnischen Erstligisten Namika aus Lahti und trug mit 16 Punkten und 8 Rebounds im Schnitt maßgeblich zum Gewinn der nationalen Meisterschaft 2009 bei. Zur Saison 2009/2010 unterschrieb Jason Conley einen Vertrag über ein Jahr bei WBC Raiffeisen aus Wels in der österreichischen Basketball-Bundesliga.
Anfang 2011 wechselte Conley zurück nach Finnland und erhielt einen Vertrag beim dortigen Erstligisten Kataja BC aus Joensuu bis zum Saisonende. Nach einem weiteren Jahr in Finnland für NMKY aus Lappeenranta, die ebenfalls in der ersten Liga Finnlands spielten, wechselte Conley 2013 nach Rumänien zum Klub aus Timișoara.

## Erfolge
- Deutscher Vizemeister 2008 mit den Telekom Baskets Bonn
- Finnischer Meister 2009 mit Namika Lahti